# Sinarundinaria
Sinarundinaria es un género de plantas herbáceas de la tribu del bambú en la familia de las poáceas. Comprende numerosas especies nativas de Asia y Madagascar.
El género ha sido incluido en Fargesia por Soderstrom y Ellis 1987.

## Etimología
El nombre del género proviene del latín para el género Arundinaria en China.

## Citología
Número de la base del cromosoma, x = 12. Cromosomas "pequeños".

## Especies seleccionadas
- Sinarundinaria actinotricha
- Sinarundinaria acutissima
- Sinarundinaria alpina (Yushania alpina)
- Sinarundinaria anceps
- Sinarundinaria andropogonoides